# Johannes Walser (Unternehmer, 1739)
Johannes Walser (* 5. Dezember 1739 in Urnäsch; † 13. Februar 1805 in St. Petersburg; heimatberechtigt in Herisau) war ein Schweizer Kaufmann aus dem Kanton Appenzell Ausserrhoden.

## Leben
Johannes Walser war ein Sohn von Gabriel Walser, Pfarrer, und Susanna Barbara Meyer. Im Jahr 1765 heiratete er Katharina Zellweger, Tochter von Sebastian Zellweger, Hauptmann.
Der Kaufmann Walser war von 1789 bis 1795 Hauptteilhaber der Firma Johannes Walser & Compagnie, die mit Textil- und Kolonialwaren handelte sowie Wechselgeschäfte tätigte. Er trieb vor allem in Osteuropa Handel. Er besass Warenlager in Moskau, Leipzig, Frankfurt am Main und Amsterdam. 1795 gründete er in Moskau eine Handelsfirma. Er gehörte der ersten Kaufmannsgilde von Moskau und St. Petersburg an. Zur Verfertigung von Kupferstichen mit russischen Städteansichten richtete Walser 1792 in Herisau eine Kunstanstalt ein. Es entstanden über 40 grossformatige Ansichten, doch geriet das Unternehmen zum finanziellen Debakel.